# Base militar

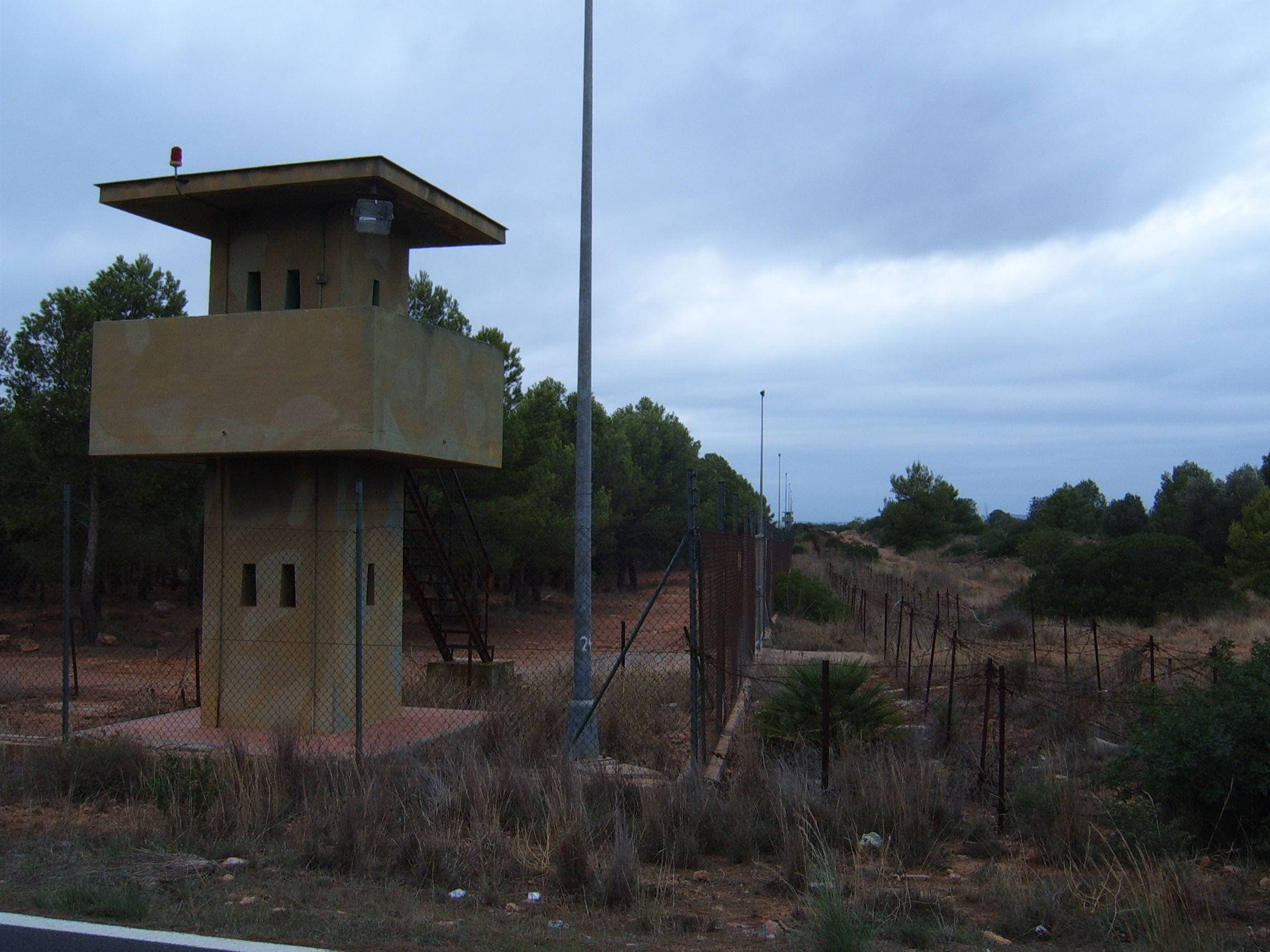
Torre de vigilancia y cercado de separación en la Base Militar Jaime I de Bétera (España).

Una base militar es una instalación que es propiedad directa y operada por o para el ejército o una de sus ramas. En su mayoría acogen material y personal militar, así como instalaciones para entrenamiento y operaciones.

## Tipos de base militar
Una base militar puede tener nombres como astillero, guarnición , estación, puesto, muelle, centro de distribución, actividad, recámara, arsenal, fuerte, campo, barricadas, reserva o instalación. Los nombres se usan generalmente para asociar la base con el tipo de actividad militar que se lleva a cabo.
Dependiendo del contexto, el término «base militar» puede referirse a cualquier establecimiento (normalmente permanente) que aloja a las fuerzas armadas de un país, o incluso a unas fuerzas paramilitares organizadas, como la policía, cuerpos de seguridad, milicias o guardias. El término también puede referirse al establecimiento utilizado solamente por un ejército (o posiblemente otras fuerzas de lucha terrestre, como los infantes de marina). Esto es consecuente con los otros términos de la palabra «militar».
Algunos ejemplos de bases militares permanentes que usan las fuerzas navales y las fuerzas aéreas en el mundo son el Royal Dockyards en Portsmouth, Reino Unido, la estación naval y aérea Whidbey Island en Estados Unidos o la Base Aérea de Ramstein  en Alemania. Para algunos ejemplos de bases militares temporales o no permanentes, examine los términos tales como base de operaciones avanzadas (del inglés Forward Operating Base [FOB]), Base Logística, o Base de Apoyo al Combate (del inglés Fire Support Base).

## Descripción
Las bases militares normalmente proporcionan casa, entrenamiento, campo de tiro, operaciones y cafetería. Muchas también proporcionan instalaciones de soporte como restaurantes de comida rápida, iglesias, colegios, hospitales, clínicas, bibliotecas y tiendas. También puede haber instalaciones recreativas como cines, gimnasios, pistas de atletismo, campos de golf, talleres, centros de ocio, parques, establos, campamentos, etc.
En general, una base militar proporciona alojamiento para una o más unidades, pero también puede utilizarse como centros de mando, campos de entrenamiento o fuertes. En muchos casos, una base militar depende de alguna ayuda exterior para operar. Sin embargo, ciertas bases complejas pueden sobrevivir por sí mismas durante largos períodos porque pueden proveer alimentos, agua potable y otras necesidades vitales para que sus habitantes sobrevivan en condiciones de asedio.
Una base militar puede contener también una gran concentración de suministros militares para dar soporte a la logística militar. Muchas bases están restringidas al público general y generalmente sólo el personal autorizado puede entrar en ellas (los militares o su familia y el personal civil autorizado).
Las bases militares son muchas veces importantes para la comunidad local porque generan puestos de trabajo e ingresos, un sentido de identidad o asociación e incluso un lugar en la historia que los lleva más allá de la propia comunidad. Algunas veces incluso formando parte del lenguaje como en la frase «Construido como Fort Knox», aunque esta frase se refiere realmente al Depósito de lingotes de los Estados Unidos que está en Fort Knox (Kentucky).

## Bases militares británicas
En los siglos XVIII y XIX los Royal Engineers fueron responsables de erigir las bases militares en las islas británicas y en el Imperio Británico. En 1792 el Ingeniero Jefe recibió instrucciones para preparar la construcción de barracones para el Parlamento y al mismo tiempo se formó el Departamento General de Barracones.
Desde los años de 1840 a los de 1860 los barracones se construyeron bajo supervisión de los Royal Engineers en:
- Bristol (1847)
- Preston (1848)
- Torre de Londres (1851)
- Sheerness (1854)
- Sheffield (1854)
- Curragh Camp (1855)
- Devonport (1856)
- Chelsea (1861).

Las Reformas Cardwell (1872) acompañaron otro periodo de construcción intensiva de barracones en Aldershot, Portsmouth, Plymouth, Londres, Woking, Woolwich, Dublín, Belfast, Malta, Gibraltar y el Cabo de Buena Esperanza.
En 1959 los Servicios de Trabajo para los Cuerpos fueron transferido a al departamento civil de «Organización de Trabajos para el Departamento de Guerra» (posteriormente llamado «Agencia de Servicios Propietarios») y en 1965 los Equipos de Especialistas de los Ingenieros Reales fueron formados para planear y ejecutar proyectos a lo largo del mundo.

### Bases militares estadounidenses
En Estados Unidos, las bases suelen ser jurisdicciones extra-legales, las cuales no están sujetas a la ley civil. Pueden ser desde pequeños puestos fronterizos a ciudades militares con más de 100 000 personas. Algunas bases militares pertenecen a diferentes estados en los territorios donde se encuentran.
La mayor parte de las fuentes de información sobre esta cuestión (especialmente C. Johnson, el Comité de Vigilancia de la OTAN, la Red Internacional para la abolición de las bases militares extranjeras, etc.) revelan que los estadounidenses poseen u ocupan entre 700 y 800 bases militares en el mundo).
Según Hugh de Andrade y Bob Wing  en “Tropas Militares Americanas y Bases alrededor del Mundo”, “Los Costes de la Guerra permanente” publicado en 2002 permite constatar la presencia de militares estadounidenses en 156 países, de las cuales 7 fueron construidas después del 11 de septiembre de 2001,  y un total de 255 065 efectivos militares. Según Gelman, basándose en los datos oficiales suministrados por el Pentágono en 2005, los EE. UU.  poseerían 737 bases en el extranjero. Con las del territorio nacional y de sus propios territorios cubrirían una superficie total de 2 202 735 hectáreas, lo que haría del Pentágono uno de los más grandes propietarios de terrenos del planeta (Gelman, J., 2007).